# Pomarkku
Pomarkku est une municipalité du sud-ouest de la Finlande, dans la province de Finlande occidentale et la région du Satakunta.

## Géographie
Pomarkku est une petite commune rurale proche (25 km) de Pori, la capitale régionale, à laquelle elle est reliée par la nationale 23.
Peu de curiosités touristiques, si ce n'est deux petites églises, une en bois de 1802, et une plus moderne en pierre (1921).
Les communes voisines sont Noormarkku au sud, Pori à l'ouest, Siikainen au nord, Kankaanpää au nord-est et Lavia à l'est.
Pomarkku compte 25 lacs, dont les plus étendus sont le Kynäsjärvi, l'Inhottujärvi, le Valkjärvi et l'Isojärvi.

## Économie
Pomarkku compte quelques industries, notamment une fabrique de chaussures, et d'autres petites entreprises dans le secteur des métaux ou de la menuiserie.

## Démographie
Depuis 1980, l'évolution démographique de Pomarkku est la suivante, :
| Année      | 1980  | 1985  | 1990  | 1995  | 2000  | 2005  | 2010  | 2015  |
| ---------- | ----- | ----- | ----- | ----- | ----- | ----- | ----- | ----- |
| population | 3 009 | 3 028 | 2 934 | 2 808 | 2 639 | 2 528 | 2 460 | 2 261 |

## Galerie

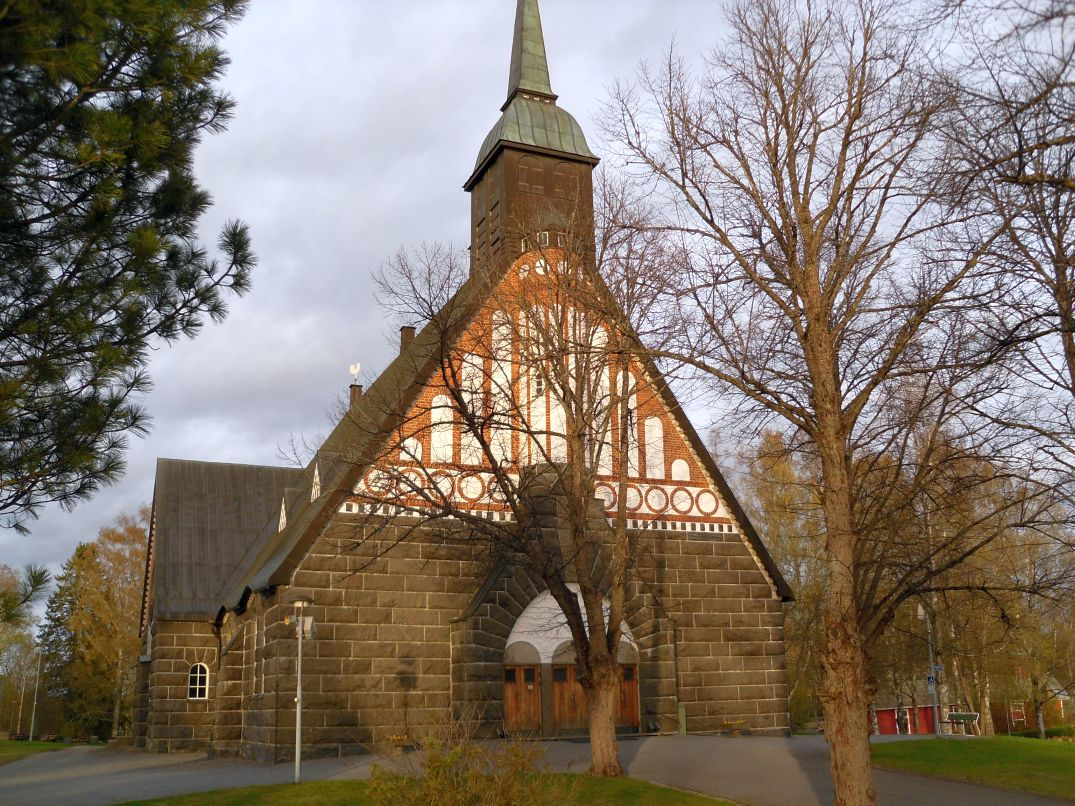
Église de Pomarkku.
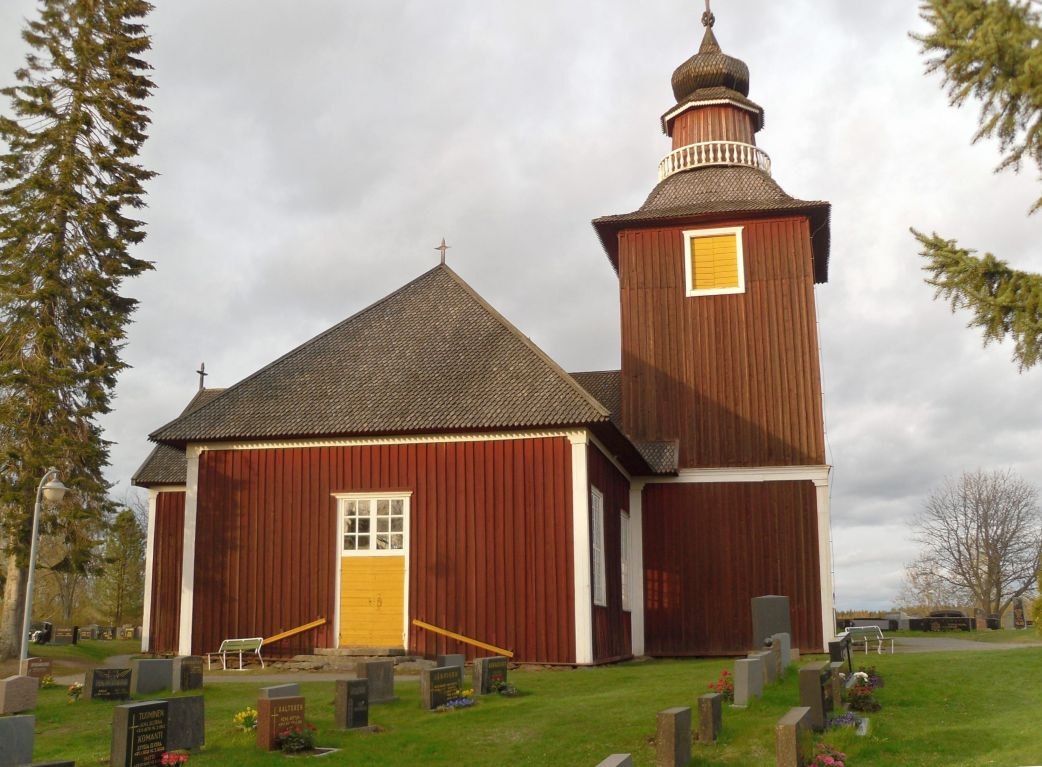
Ancienne église de Pomarkku.
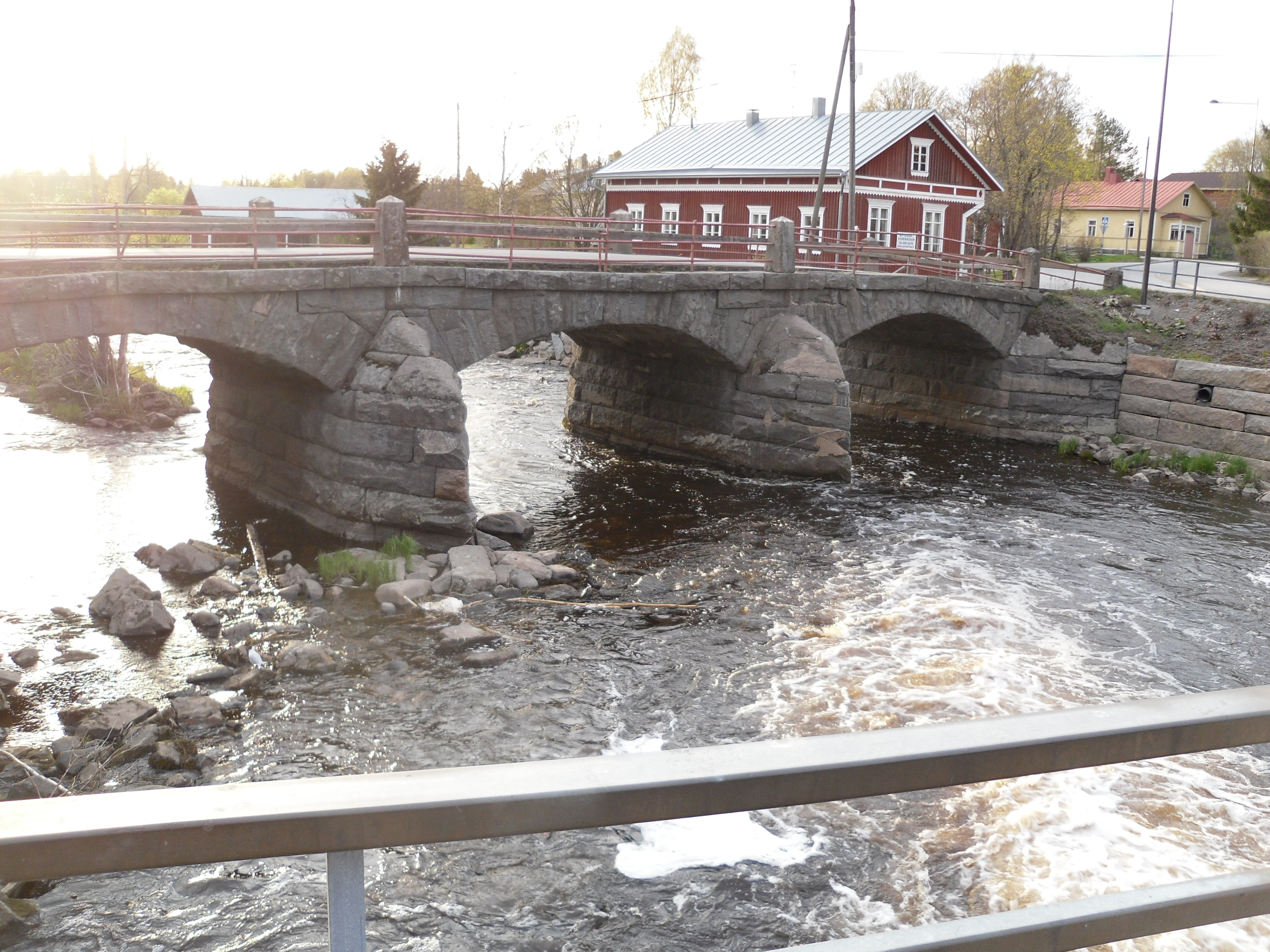
Rivière Pomarkunjoki.
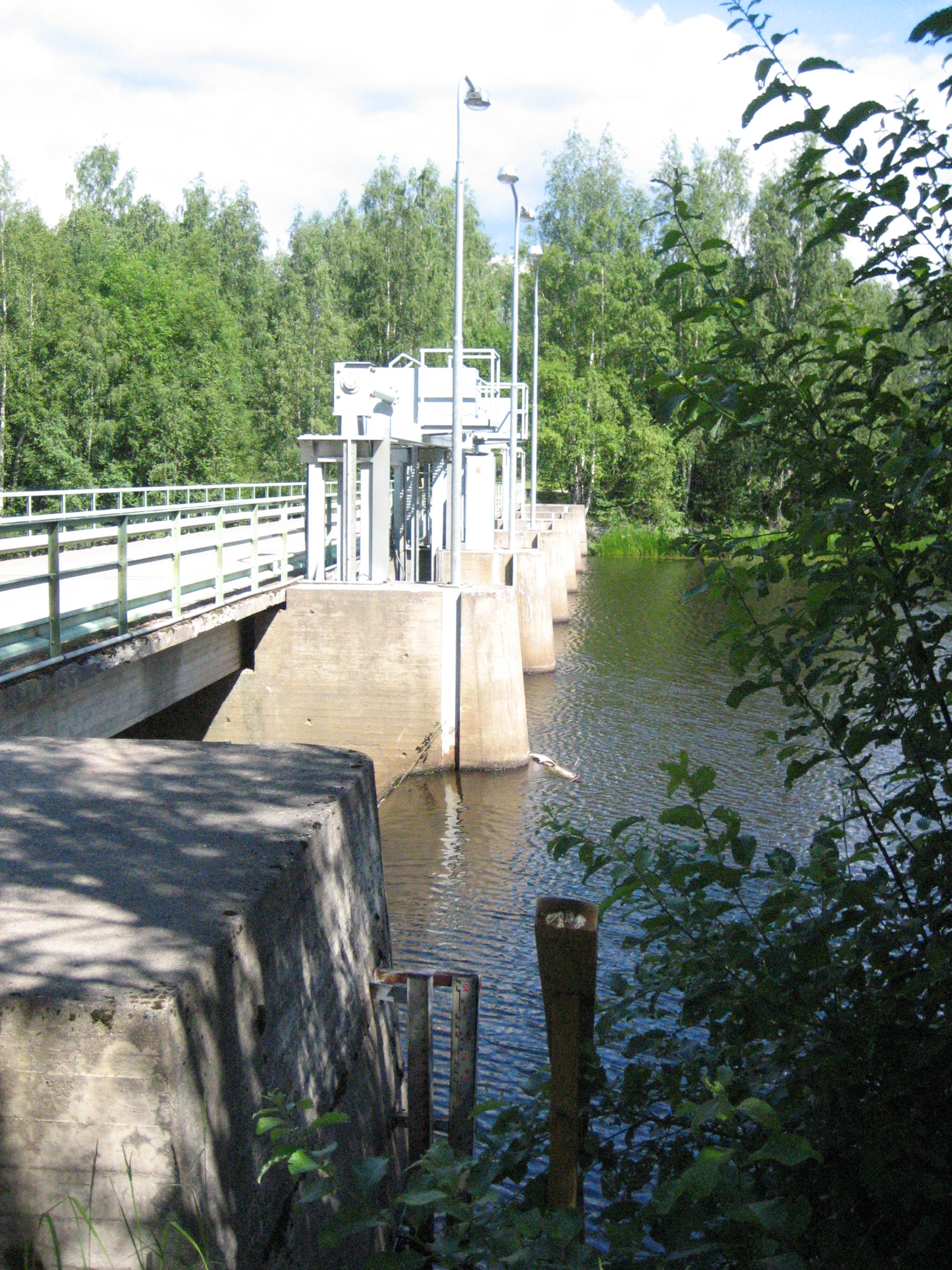
Écluse de la Pomarkunjoki.